# M-Theory Audio
M-Theory Audio ist ein US-amerikanisches Heavy-Metal-Label aus Las Vegas.

## Geschichte
Gegründet wurde das Label 2017 von dem vormaligen Musikmanager Marco Barbieri. Erste Erfahrungen in der Heavy-Metal-Branche hatte in den 1990er Jahren zunächst als Gründer/Herausgeber des Ill Literature Magazine gesammelt. Im Anschluss folgte eine längere Tätigkeit als Führungskraft bei Metal Blade Records und Century Media Records, danach war er auch als Bandmanager tätig. Als Labelinhaber veröffentlicht Barbieri sowohl Vinyl-Neuauflagen wegweisender Platten aus der Vergangenheit des Genres als auch die nächste Generation des Heavy Metal.

## Veröffentlichungen (Auswahl)
- The Absence – Coffinized (2021)
- Backyard Babies – Sliver & Gold (2019)
- Blade Killer – High Risk (2018)
- Cemican – In Ohtli Teoyohtica In Miquiztli (2019)
- Danko Jones – A Rock Supreme (2019)
- God Forbid – Gone Forever (2022)
- Guillotine A.D. – Born to Fall (2022)
- Hecate Enthroned – Embrace of the Godless Aeon (2019)
- Immortal Guardian – Psychosomatic (2021)
- Into Eternity – The Incurable Tragedy (2020)
- Malevolent Creation – The 13th Beast (2019)
- Mantic Ritual – Crusader (2022)
- Pist.On – Cold World (2022)
- Scardust – Sands of Time (2019)
- Shadows Fall – The War Within (2023)
- Sworn Enemy – Gamechanger (2019)
- Tengger Cavalry – Die on My Ride (2017)
- Vintersea – Woven into Ashes (2023)
- Warbringer – Total War – The Complete Cassette Box Set (2023)
- White Wizzard – Infernal Overdrive (2018)
- Woe Unto Me – Along the Meandering Ordeals, Reshape the Pivot of Harmony (2023)